# Petroica rodinogaster
Petroica rodinogaster là một loài chim thuộc họ Petroicidae. Petroica rodinogaster là loài bản địa đông nam Úc. Môi trường sống tự nhiên của nó là rừng ôn đới và cận nhiệt đới hoặc nhiệt đới rừng đất thấp ẩm. Giống như nhiều loài chim có màu sắc rực rỡ trong họ Petroicidae, nó là dị hình giới tính. Chúng có thân dài 13,5 cm, mỏ nhỏ mỏng màu đen và đôi mắt và chân màu nâu sẫm. Con trống có mào đặc biệt màu trắng và ngực màu hồng, phía dưới và đuôi và cánh xám đen. Bụng màu trắng. Con mái có bộ lông màu nâu xám. 